# Allen Memorial Art Museum
Le Allen Memorial Art Museum (AMAM) est un musée d'art situé aux États-Unis à Oberlin (Ohio) qui est administré par Oberlin College. Fondé en 1917, sa collection est l'une des collections les plus remarquables de toutes celles appartenant à un musée universitaire aux États-Unis, comme ceux d'Harvard ou de Yale. Le musée possède environ douze mille objets et œuvres d'art.
Le musée est destiné en premier lieu aux étudiants et aux équipes enseignantes des facultés d'Oberlin College. Sa collection de peintres flamands et celle de la peinture occidentale des XIXe et XXe siècles sont particulièrement importantes. Le musée s'est enrichi aussi d'estampes et de gravures américaines, asiatiques et européennes.
Le musée se situe dans un bâtiment néo renaissance construit par Cass Gilbert. Il doit son nom à son fondateur, le Dr Dudley Peter Allen, ancien étudiant d'Oberlin College.

## Collections

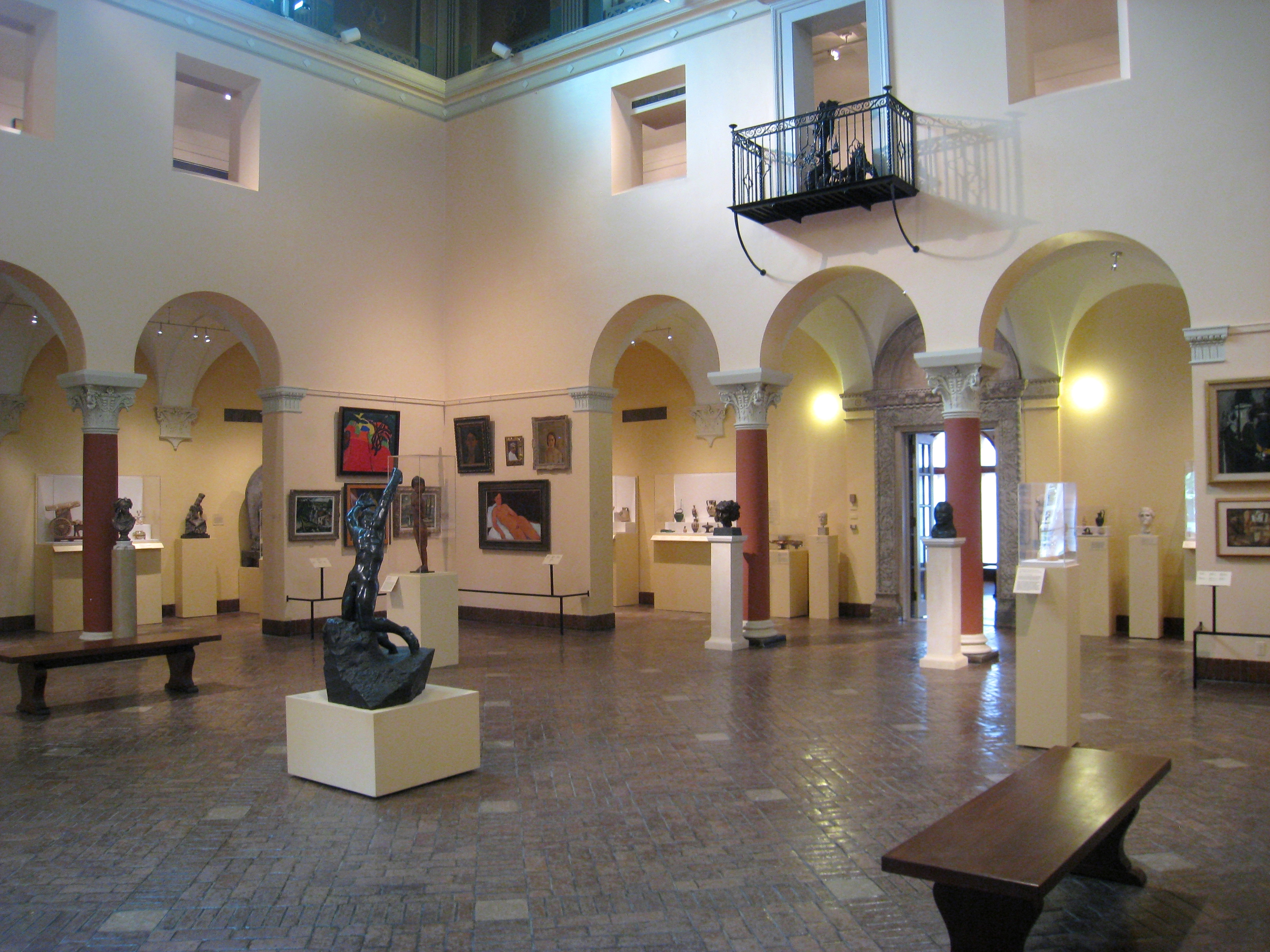
Salle centrale du musée qui donne accès aux départements des arts égyptien, grec et romain.

Parmi les douze mille pièces et œuvres conservées, l'on trouve des peintures, des sculptures, des objets d'arts décoratifs, des gravures, des dessins et des photographies qui permettent d'avoir une vision étendue de l'histoire de l'art de différentes civilisations et cultures, surtout de l'art occidental du XVe jusqu'au  XXe siècle. Sa collection d'estampes japonaises est particulièrement intéressante (avec des Ukiyo-e). Le visiteur pourra aussi découvrir des pièces d'arts précolombiens.
Moyennant cinq dollars par semestre, les étudiants peuvent louer certains croquis ou dessins originaux d'artistes aussi célèbres que Renoir. L'établissement est fier de ce système qu'il a institué dans les années 1940.
En 2024, le musée a restitué une aquarelle d'Egon Schiele intitulée Schwarzes Mädchen aux héritiers de Fritz Grünbaum, assassiné lors de la Shoah,. L'aquarelle faisait partie de plusieurs œuvres saisies par le procureur de Manhattan dans le cadre d'une enquête criminelle menée par l'unité de lutte contre le trafic,.

### Peintures
- Saint Sébastien soigné par Irène, d'Hendrick ter Brugghen, 1625
- La Découverte d'Érichthonios, de Pierre Paul Rubens, vers 1632-1633
- Lac aux arbres morts, de Thomas Cole, 1825
- Le Jardin de l'Infante, de Claude Monet, 1867
- Le Viaduc à l'Estaque, de Paul Cézanne, 1882
- Autoportrait en soldat, d'Ernst Ludwig Kirchner, 1915
- La Biche, d'Henri Matisse, 1936